# Hugh Elliott
Pour les articles homonymes, voir Elliott.
Sir Hugh Francis Ivo Elliott, 3e baronnet, est un fonctionnaire et un ornithologue britannique, né le 10 mars 1913 à Allâhâbâd et mort le 21 décembre 1989.
Il est l’administrateur de l’île Tristan da Cunha de 1950 à 1952. Il est diplômé à l’University College d’Oxford et préside la British Ornithologists' Union de 1975 à 1976. Il hérite du titre de baronnet en 1961.

## Orientation bibliographique
- Richard Fitter (1990). Sir Hugh Elliott (1913–1989), Ibis, 132 (4) : 620-622.

## Source
- Traduction de l'article de langue anglaise de Wikipédia (version du 19 janvier 2007).